# Lijst van gemeentelijke monumenten in Maastricht, Heer
De buurt Heer in de wijk Maastricht-Zuidoost in Maastricht heeft 144 panden/objecten die als gemeentelijke monumenten zijn beschreven in 50 regels (monumentnummers). Zie hieronder een overzicht.
| Object                                                                                               | Bouwjaar                                               | Architect            | Locatie | Coördinaten                   | Nr.                  | Afbeelding                                                             |  |
| --- | ------------------------------------------------------ | -------------------- | --- | ----------------------------- | -------------------- | ---------------------------------------------------------------------- |  |
| Vier portiekflats                                                                                    | circa 1955                                             |                      | 7 Januaristraat 10-20, 49-59 en Sint Josephstraat 20-30, 32-42                                                 | 50° 50' 26" NB, 5° 43' 26" OL | 0935/437 [dode link] | Vier portiekflats                                                      |  |
| Blok van zes woonhuizen                                                                              | 1932                                                   |                      | Akersteenweg 132-142                                                                                           | 50° 50' 35" NB, 5° 43' 49" OL | 0935/300             | Blok van zes woonhuizen                                                |  |
| Villa De Rotsch in expressionistische stijl                                                          | 1931                                                   |                      | Akersteenweg 202                                                                                               | 50° 50' 33" NB, 5° 44' 13" OL | 0935/306             | Villa De Rotsch in expressionistische stijl                            |  |
| Centraal gebouw met poortdoorgang van een complex van sociale woningen                               | 1940                                                   |                      | Bronweg 18-20-22-24                                                                                            | 50° 50' 19" NB, 5° 43' 25" OL | 0935/3565            | Centraal gebouw met poortdoorgang van een complex van sociale woningen |  |
| Voormalig koetshuis                                                                                  | 18e eeuw                                               |                      | Burghtstraat 8                                                                                                 | 50° 50' 14" NB, 5° 43' 14" OL | 0935/342             | Voormalig koetshuis                                                    |  |
| Kasteeltuin De Burght                                                                                |                                                        |                      | Burghtstraat 25                                                                                                | 50° 50' 13" NB, 5° 43' 10" OL | 0935/282             | Kasteeltuin De Burght                                                  |  |
| Brug over de gracht bij kasteel De Burght                                                            |                                                        |                      | Burghtstraat 25                                                                                                | 50° 50' 13" NB, 5° 43' 11" OL | 0935/281             | Upload foto                                                            |  |
| Voormalige boerenwoning                                                                              | 1830 (kern)                                            |                      | Demertstraat 50                                                                                                | 50° 50' 32" NB, 5° 43' 20" OL | 0935/344             | Voormalige boerenwoning                                                |  |
| Dubbel winkel-woonhuis                                                                               | circa 1935                                             |                      | Demertstraat 63-65                                                                                             | 50° 50' 29" NB, 5° 43' 21" OL | 0935/345             | Dubbel winkel-woonhuis                                                 |  |
| Voormalige boerenwoning                                                                              | 1830 (kern)                                            |                      | Demertstraat 88                                                                                                | 50° 50' 27" NB, 5° 43' 19" OL | 0935/347             | Voormalige boerenwoning                                                |  |
| Sobere boerenwoning                                                                                  | 19e eeuw                                               |                      | Demertstraat 98                                                                                                | 50° 50' 25" NB, 5° 43' 19" OL | 0935/348             | Sobere boerenwoning                                                    |  |
| Mergelstenen boerenwoning                                                                            | 19e eeuw                                               |                      | Demertstraat 100                                                                                               | 50° 50' 25" NB, 5° 43' 18" OL | 0935/349             | Mergelstenen boerenwoning                                              |  |
| Voormalige hoeve en schuur                                                                           |                                                        |                      | Demertstraat 112-114                                                                                           | 50° 50' 23" NB, 5° 43' 18" OL | 0935/351             | Voormalige hoeve en schuur                                             |  |
| Voormalig boerderijcomplex                                                                           | 19e eeuw                                               |                      | Demertstraat 122                                                                                               | 50° 50' 22" NB, 5° 43' 17" OL | 0935/350             | Voormalig boerderijcomplex                                             |  |
| Café-woonhuis                                                                                        | circa 1910                                             |                      | Dorpstraat 2                                                                                                   | 50° 50' 36" NB, 5° 43' 39" OL | 0935/359             | Café-woonhuis                                                          |  |
| Voormalig boerenwoonhuis                                                                             | 19e eeuw                                               |                      | Dorpstraat 57                                                                                                  | 50° 50' 29" NB, 5° 43' 41" OL | 0935/360             | Voormalig boerenwoonhuis                                               |  |
| Voormalige carréboerderij                                                                            | 18e eeuw                                               |                      | Dorpstraat 83                                                                                                  | 50° 50' 24" NB, 5° 43' 40" OL | 0935/361             | Voormalige carréboerderij                                              |  |
| Woonhuis                                                                                             | circa 1915                                             |                      | Dorpstraat 94                                                                                                  | 50° 50' 22" NB, 5° 43' 37" OL | 0935/362             | Woonhuis                                                               |  |
| Woonhuis                                                                                             | circa 1900                                             |                      | Dorpstraat 96                                                                                                  | 50° 50' 22" NB, 5° 43' 37" OL | 0935/363             | Woonhuis                                                               |  |
| Voornaam woonhuis                                                                                    | 19e eeuw                                               |                      | Dorpstraat 109                                                                                                 | 50° 50' 21" NB, 5° 43' 38" OL | 0935/364             | Voornaam woonhuis                                                      |  |
| Café-woonhuis met grote zaal, gebouwd voor harmonie 'Heer vooruit'                                   | 1925                                                   |                      | Dorpstraat 111                                                                                                 | 50° 50' 19" NB, 5° 43' 37" OL | 0935/365             | Café-woonhuis met grote zaal, gebouwd voor harmonie 'Heer vooruit'     |  |
| Voormalige boerenhoeve                                                                               | 18e eeuw                                               |                      | Dorpstraat 118                                                                                                 | 50° 50' 18" NB, 5° 43' 35" OL | 0935/366             | Voormalige boerenhoeve                                                 |  |
| Voormalige boerenwoning                                                                              | 19e eeuw                                               |                      | Dorpstraat 126                                                                                                 | 50° 50' 16" NB, 5° 43' 34" OL | 0935/367             | Voormalige boerenwoning                                                |  |
| Voormalige boerderij                                                                                 | vóór 1830 (woonhuis)                                   |                      | Dorpstraat 128                                                                                                 | 50° 50' 15" NB, 5° 43' 34" OL | 0935/368             | Voormalige boerderij                                                   |  |
| Voormalige boerderij                                                                                 |                                                        |                      | Dorpstraat 136-138                                                                                             | 50° 50' 14" NB, 5° 43' 33" OL | 0935/369             | Voormalige boerderij                                                   |  |
| Kruisbeeld                                                                                           | 20e eeuw (waarschijnlijk)                              |                      | Dorpstraat naast 78                                                                                            | 50° 50' 25" NB, 5° 43' 36" OL | 0935/276             | Upload foto                                                            |  |
| Molukse wijk: complex van 81 woningen, een school en een kerk                                        | 1960                                                   | Frans C.J. Dingemans | Godefridus van Heerstraat 1-38, Diederik van Havertstraat 1-24, Haspengouw 52-64, Henricus van Heerstraat 1-23 | 50° 50' 7" NB, 5° 43' 14" OL  | 0935/372             | Meer afbeeldingen                                                      |  |
| Woonhuis met oude kern                                                                               |                                                        |                      | Haspengouw 1                                                                                                   | 50° 50' 14" NB, 5° 43' 22" OL | 0935/378             | Woonhuis met oude kern                                                 |  |
| Boerenwoonhuis                                                                                       | 19e eeuw                                               |                      | Haspengouw 3-5                                                                                                 | 50° 50' 13" NB, 5° 43' 22" OL | 0935/380             | Boerenwoonhuis                                                         |  |
| Twee aaneengesloten schuren                                                                          | vroege 20e eeuw                                        |                      | Haspengouw ongenummerd (tussen 1 en 3-5)                                                                       | 50° 50' 14" NB, 5° 43' 22" OL | 0935/379             | Twee aaneengesloten schuren                                            |  |
| Twee lindenbomen naast het devotiekruis                                                              |                                                        |                      | Veldstraat bij kruising Dorpstraat / Rijksweg / Kruisstraat                                                    | 50° 50' 14" NB, 5° 43' 35" OL | 0935/287             | Meer afbeeldingen                                                      |  |
| Devotiekruis                                                                                         | 1990 (kruisvormige sokkel) en 1992 (gietijzeren kruis) |                      | Veldstraat bij kruising Dorpstraat / Rijksweg / Kruisstraat                                                    | 50° 50' 14" NB, 5° 43' 35" OL | 0935/286             | Meer afbeeldingen                                                      |  |
| Woonhuis met erker                                                                                   | circa 1935                                             |                      | Kruisstraat 22                                                                                                 | 50° 50' 14" NB, 5° 43' 25" OL | 0935/388             | Woonhuis met erker                                                     |  |
| Schoorsteen van voormalige Coöperatieve Zuivelfabriek ‘St. Servatius’                                | 1959                                                   |                      | Nijverheidsweg bij nr. 25                                                                                      | 50° 50' 31" NB, 5° 43' 14" OL | 0935/3564            | Schoorsteen van voormalige Coöperatieve Zuivelfabriek ‘St. Servatius’  |  |
| Kapelanie van St. Petrus Banden-kerk                                                                 |                                                        |                      | Oude Kerkstraat 7                                                                                              | 50° 50' 24" NB, 5° 43' 37" OL | 0935/390             | Kapelanie van St. Petrus Banden-kerk                                   |  |
| Twee grafmonumenten                                                                                  |                                                        |                      | Oude Kerkstraat bij 12                                                                                         | 50° 50' 24" NB, 5° 43' 34" OL | 0935/277             | Upload foto                                                            |  |
| Woonhuis                                                                                             | laat 19e eeuw                                          |                      | Oude Kerkstraat 18                                                                                             | 50° 50' 23" NB, 5° 43' 33" OL | 0935/391             | Woonhuis                                                               |  |
| Woonhuis                                                                                             | 1858                                                   |                      | Oude Kerkstraat 20                                                                                             | 50° 50' 22" NB, 5° 43' 33" OL | 0935/392             | Woonhuis                                                               |  |
| Boerenwoonhuis                                                                                       | 1777                                                   |                      | Oude Kerkstraat 38-40                                                                                          | 50° 50' 20" NB, 5° 43' 31" OL | 0935/394 [dode link] | Boerenwoonhuis                                                         |  |
| Woonhuis                                                                                             | circa 1800                                             |                      | Oude Kerkstraat 48                                                                                             | 50° 50' 20" NB, 5° 43' 31" OL | 0935/395 [dode link] | Woonhuis                                                               |  |
| Wegkruis; gietijzeren hagelkruis                                                                     |                                                        |                      | Oude Molenweg bij Oude Steegstraat                                                                             | 50° 50' 30" NB, 5° 44' 15" OL | 0935/3894            | Upload foto                                                            |  |
| Grenssteen; Hardstenen geprofileerd basement van een zuil van een grensmarkering tussen Heer en Keer |                                                        |                      | Oude Steegstraat bij Pater Kustersweg                                                                          | 50° 50' 30" NB, 5° 44' 29" OL | 0935/3896            | Upload foto                                                            |  |
| Gietijzeren wegkruis                                                                                 |                                                        |                      | Pater Kustersweg bij Oude Steegstraat                                                                          | 50° 50' 30" NB, 5° 44' 30" OL | 0935/3895            | Upload foto                                                            |  |
| Groenstructuur en park Huize Eyll                                                                    |                                                        |                      | Rijksweg bij 12                                                                                                | 50° 50' 8" NB, 5° 43' 32" OL  | 0935/289             | Upload foto                                                            |  |
| Woonhuis                                                                                             | circa 1850                                             |                      | Sint Josephstraat 1                                                                                            | 50° 50' 24" NB, 5° 43' 32" OL | 0935/433 [dode link] | Woonhuis                                                               |  |
| Voormalige kleuterschool                                                                             | 1958                                                   | Th. Boosten          | Sint Josephstraat 7                                                                                            | 50° 50' 25" NB, 5° 43' 29" OL | 0935/434             | Voormalige kleuterschool                                               |  |
| Café-woonhuis                                                                                        | late 19e eeuw, 1948 (verbouwing)                       |                      | Sint Josephstraat 52                                                                                           | 50° 50' 27" NB, 5° 43' 20" OL | 0935/435             | Café-woonhuis                                                          |  |
| Hoekpand                                                                                             | circa 1920                                             |                      | Sint Josephstraat 73-75                                                                                        | 50° 50' 27" NB, 5° 43' 20" OL | 0935/438             | Hoekpand                                                               |  |
| Voormalige lagere school                                                                             | 1950                                                   | Anthony Bartels      | Sterre der Zeestraat 1-3                                                                                       | 50° 50' 22" NB, 5° 43' 25" OL | 0935/439             | Voormalige lagere school                                               |  |
| Beeld van een zittend mannenfiguur; verzetsmonument                                                  | 1956                                                   | René Nijssen         | Verzetstraat bij 7 Januaristraat                                                                               | 50° 50' 29" NB, 5° 43' 27" OL | 0935/292             | Upload foto                                                            |  |